# Waleska von Tiele-Winckler

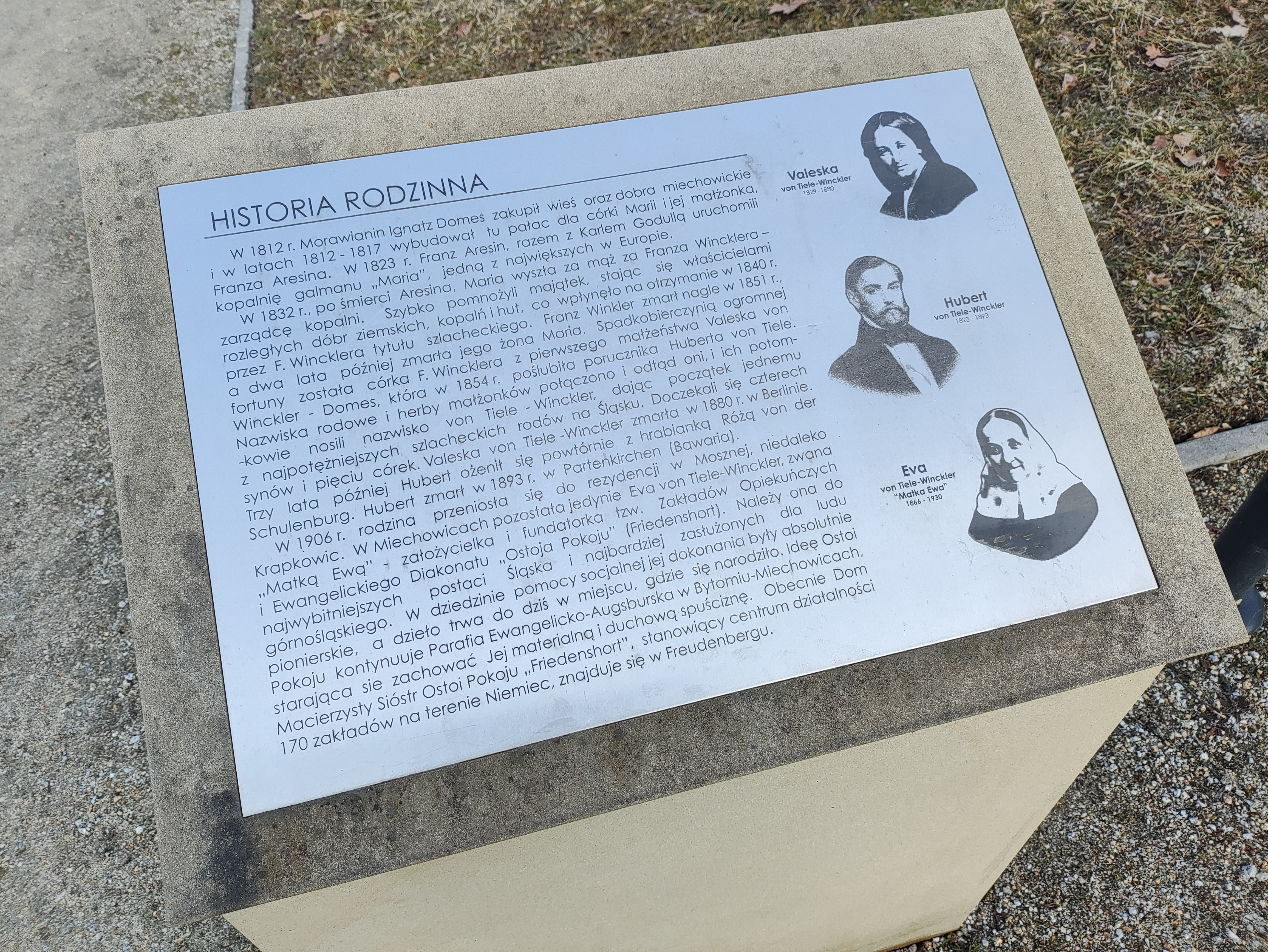
Tablica informacyjna przy zachowanej oficynie pałacu w parku w Bytomiu-Miechowicach

Waleska von Tiele-Winckler (ur. 26 sierpnia 1829 w Kolonii Łagiewnickiej koło Królewskiej Huty, zm. 18 marca 1880 w Berlinie) – niemiecka szlachcianka, właścicielka dóbr katowickich, matka m.in. Franza Huberta i Evy von Tiele-Winckler.

## Życiorys
Waleska von Winckler urodziła się jako córka Franza von Wincklera, właściciela m.in. Miechowic i Katowic, oraz jego pierwszej żony - Alwiny Kalide, siostry górnośląskiego rzeźbiarza Teodora Kalidego. Alwina zmarła, gdy Waleska miała trzy miesiące. Waleskę wychowywała jej macocha, druga żona Franza - Maria Aresin. Mieszkali wówczas w pałacu w Miechowicach koło Bytomia. Waleska nosiła imiona: Waleska Franciszka Charlotta Florentyna (niem. Valeska Franziska Charlotte Florentine), a w późniejszym czasie używała nazwiska von Winckler-Domes (Domes to nazwisko panieńskie jej macochy Marii Aresin).
W 1854 mężem Waleski został Hubert von Tiele, służący w wojsku pruskim na Górnym Śląsku jako podporucznik. Dzięki temu Hubert uzyskał prawo używania nazwiska i herbu żony (połączenie nazwisk i herbów von Tiele-Winckler według nadania ks. von Mecklemburg-Schwerin z 6 grudnia 1854). Mieli wspólnie ósemkę dzieci, w tym Franza Huberta i Ewę. Waleska była katoliczką, a Hubert protestantem. W kolejnych latach majątek rodziny został pomnożony pięciokrotnie, zakupiono posiadłość Kujawy w okolicach Prudnika, a w 1886 – dobra w Mosznej.
Waleska jako spadkobierczyni fortuny Wincklerów prowadziła szeroko zakrojoną działalność dobroczynną, obejmując opieką ubogich i chorych. Przyczyniła się do rozwoju urbanistycznego Bytomia i Katowic. W 1858 roku Waleska i Hubert założyli w szybko rozwijającej się wsi Katowice Dworską Dyrekcję Górniczą Mysłowice–Katowice (niem. Herrschaftlich Myslowitz–Kattowitzer Bergwerksdirektion). W latach 1856–1864 Waleska zrealizowała plany swej macochy Marii, polegające na budowie katolickiego kościoła w Miechowicach. Sfinansowała także przebudowę kościoła mariackiego w Bytomiu oraz odnowienie kościoła pw. Świętego Krzyża w Mysłowicach. Przyczyniła się do budowy pierwszej katolickiej świątyni w Katowicach. Przekazała teren pod budowę kościoła ewangelickiego i szkoły w Katowicach. W 1871 Waleska sprzedała Katowicom teren przeznaczony na budowę miejskiego gimnazjum, a Hubert miał zapewnić środki finansowe na urządzenie pracowni fizycznej (2000 talarów).
Była autorką „Tradycji rodzinnych”, stanowiących jej osobiste wspomnienia, będących bardzo ważnym źródłem wiedzy na temat rodziny Tiele-Wincklerów oraz dziejów Miechowic. „Tradycje rodzinne” w zamiarze Waleski miały być wskazówkami dla jej dzieci w dorosłym życiu. Pierwsza część powstała w 1868, a druga (kilkustronicowe uzupełnienie) została spisana jesienią 1875. Wspomnienia w przekładzie na język polski wydano w 2019 nakładem Muzeum Historii Katowic. Waleska była osobą głęboko wierzącą, a jednocześnie wrażliwą na kulturę i sztukę. Znała kilka języków oraz interesowała się naukami ścisłymi. Córka Waleski, Ewa, pisała po śmierci matki:

Pozostała w naszej pamięci jako uosobienie wszelkiego dobra, delikatności, serdeczności i niezmąconego spokoju.

Zmarła w Berlinie 18 marca 1880 po długiej chorobie. Pochowano ją w krypcie rodowej w kościele w Miechowicach, a następnie w 1907 przeniesiono na cmentarz rodzinny w Mosznej. Po śmierci Waleski, Hubert ożenił się powtórnie 14 marca 1883 z Różą von der Schulenberg.